# Taux effectif global
Pour les articles homonymes, voir TEG (homonymie).
Le taux effectif global (TEG) est la traduction, sous forme d'un taux, du coût réel d'un crédit immobilier ou un crédit à la consommation selon les normes de calcul appliquées en France. Ce taux doit être fourni obligatoirement par les établissements de crédit français dans l'offre de crédit proposée aux emprunteurs.
Le coût réel d'un crédit est difficile à établir compte tenu des clauses financières très diverses pouvant figurer dans une offre de crédit et de la complexité du calcul actuariel. Le TEG prend en compte l'ensemble de ces paramètres et permet à l'emprunteur de connaitre le cout réel de son crédit et de pouvoir comparer les offres des différents établissements de crédit. Le calcul du TEG prend en compte le taux d'intérêt mais également la périodicité de remboursement (mensuel, trimestriel, in fine, ...) du crédit, ainsi que tous les frais et accessoires liés à ce crédit et acquittés par l'emprunteur (frais de dossier, assurance emprunteur obligatoire, autres commissions). Le TEG est enfin et surtout l'outil de mesure prescrit par le Code de la consommation pour s'assurer que le coût du crédit ne dépasse pas le taux de l'usure.

## France
Remarque liminaire
Depuis le 1er juillet 2016, les articles du Code de la consommation font l'objet d'une nouvelle numérotation. Celle-ci est notamment applicable aux dispositions touchant le TEG ainsi que le TAEG.

### Définition
Le TEG est l'un des deux taux effectifs existant, avec le Taux annuel effectif global (ou TAEG).
Le TEG, pris au sens large, repose sur un taux d'intérêt, dit "taux débiteur" ou "taux nominal", auquel s'ajoutent un ensemble de coûts liés au crédit. La différence entre le TEG et le taux nominal du crédit permet de connaître l'incidence actuarielle (le supplément de taux) des frais et accessoires attachés à l'octroi du crédit. De ce point de vue, le TEG est l'un des éléments qui participent à la responsabilité du banquier dispensateur de crédit.
Le taux d'intérêt débiteur peut se présenter de deux manières distinctes : soit il s'agit d'un taux fixe sur toute la durée du crédit, soit il s'agit d'un taux révisable, selon des règles de révision précisées dans le contrat de prêt. Le plus souvent, l'indice monétaire utilisé est soit le taux de l'EURIBOR 1 an ou de l'EURIBOR 3 mois auquel est ajouté un élément fixe exprimé en pour cent (ou points de taux). À l'instar des pays anglo-saxons, la première révision peut intervenir après plusieurs années d'application du taux initial. D'autres indices peuvent être utilisés, mais sont de préférence réservés à des professionnels ou à une clientèle avertie.
En cas de prêt à taux révisable et jusqu'en 2008, le calcul du TEG se faisait à partir du taux initial du prêt, le seul connu et certain à la date de la signature du contrat. Des accords de Place, signés par les établissements de crédits en 2008/2009 à l'initiative des Pouvoirs publics, sont convenus que serait désormais tenue compte, pour le calcul du TEG, de la valeur du taux débiteur à la date de la première révision, que ce soit sous trois mois ou dans 10 ans. La règle, précisée dans le contrat de prêt, consiste à prendre la valeur de l'indice de référence connue au début du mois de l'offre, augmentée de l'élément fixe, et de l'appliquer au tableau d'amortissement qui suit la première révision du taux, en respectant les règles de révision des échéances décrites dans le contrat.
La transposition en 2016 en droit français de la directive européenne relative au TAEG des crédits immobiliers consentis à des particuliers organise le maintien de ce principe. Elle précise que cette méthode est applicable si le taux débiteur ainsi révisé est supérieur au taux initial, afin d'éviter que le TEG d'un prêt à taux révisable puisse être inférieur ou égal au taux initial du prêt, comme observé dans certains cas depuis 2009, dénaturant les deux objectifs principaux du TEG : ne pas excéder le taux de l'usure ; donner une mesure en points et centièmes de point de taux des frais supportés au titre du crédit en supplément du taux du prêt.
Le TEG se calcule au plus tard à la date de la signature du contrat de crédit, sur la base des éléments connus et certains à cette date (cf. article L.313-1 du Code de la consommation).

### Le TEG intègre tous les coûts qui conditionnent l'octroi du crédit
L'emprunteur doit pouvoir comprendre les caractéristiques de l'offre de crédit qui lui est faite et peser financièrement sa prise de risque et son engagement.
Le taux effectif global a été mis en place afin de permettre aux emprunteurs de comparer sur une seule et même base les propositions de crédit effectuées par des établissements de crédits différents et aux caractéristiques différentes.
Depuis la définition entrée en vigueur le 1er octobre 2016, les coûts entrant dans l’assiette du TAEG répondent nécessairement à trois critères cumulatifs parmi les quatre suivants :
- ces coûts sont effectivement payés par l’emprunteur
- les montants de ces coûts sont connus (ou déterminés)
- ces frais correspondent à des services exigés du prêteur comme condition d’octroi du prêt (ou comme condition pour obtenir les conditions du prêt)[3].

En effet, la définition du TEG/TAEG en vigueur depuis 2016 expose : « Dans tous les cas, pour la détermination du taux effectif global du prêt, comme pour celle du taux effectif pris comme référence, sont ajoutés aux intérêts les frais, les taxes, les commissions ou rémunérations de toute nature, directs ou indirects, supportés par l'emprunteur et connus du prêteur à la date d'émission de l'offre de crédit ou de l'avenant au contrat de crédit, ou dont le montant peut être déterminé à ces mêmes dates, et qui constituent une condition pour obtenir le crédit ou pour l'obtenir aux conditions annoncées » (article L. 314-1 du code de la consommation).
Sous réserve que ces trois conditions soient respectées, peuvent constituer des frais à prendre en compte dans le TAEG, par exemple :
- les frais de dossier (« ou droits d'instruction ou frais d'ouverture de compte de prêt »)
- les cotisations d'assurance (ou assurance emprunteur)
- les rémunérations (commissions) versées aux intermédiaires bancaires[4]
- les frais de constitution de garantie (« hypothèque, caution, frais de nantissement de contrats d'assurance-vie ou de parts d'OPCVM »), mais pas l'intégralité des frais de notaire (« distinguer les « frais de vente », exclus, et les « frais de prêt », inclus »[5])
- les souscriptions de parts sociales, dans les banques coopératives
- les frais de gestion du compte de prêt (« à distinguer du compte courant ») ouvert à l'occasion de la conclusion du contrat de prêt.

Les frais liés à l'exécution du contrat de prêt sont exclus (par exemple, les primes de l'assurance - incendie incluses dans les primes de l'assurance Multi-Risque Habitation que ne manque pas de souscrire tout occupant responsable. Sur ce point, voir l'arrêt de la Cour de cassation du 12 juillet 2012 - Civ, 11-13.779).
Il est utile de distinguer entre coûts accessoires liés à des services (maintenance par exemple pour un crédit automobile) et coûts accessoires d'assurance[réf. nécessaire].
Certaines pratiques visent à développer des produits et solutions de financement qui s'apparentent juridiquement à des locations, évitant ainsi l'obligation de produire le TEG contractuellement. Affaire de communication, le taux, souvent mis en avant par les publicités relève d'une durée généralement courte (12 ou 24 mois, en particulier pour les crédits à la consommation, qui n'utilisent pas le TEG, mais le TAEG) voire le cas échéant portant sur un effet promotionnel très limité dans le temps.
La législation tend à clarifier ces processus en imposant la communication publicitaire sur une norme du TEG d'une part et en gérant  "l'effet-annonce" en obligeant l'annonceur à une rigueur et à une information de plus en plus précise quant au coût total de l'opération de crédit, au prix d'une moindre lisibilité des publicités.
Remarque :  l'indication du TEG est obligatoire lors d'une proposition (offre) de crédit immobilier ou pour une publicité à propos d'un crédit ; les organismes de crédit communiquent donc avec des exemples chiffrés de crédits avec assurance décès invalidité (ADI). Les TEG communiqués tiennent donc compte de cette assurance ADI, dès lors qu'elle est obligatoire.

### Usages du TEG
Le TEG concerne tous les crédits. Lorsque le TEG s'applique à un crédit à un consommateur (crédit mobilier à la consommation ou crédit immobilier), il est dénommé "Taux annuel effectif global" (TAEG, art. L. 314-3 du code de la consommation). Les crédits aux entreprises et aux personnes morales de droit public comportent le TEG.
Du 1er juillet 2002 jusqu'au 1er octobre 2016, le TAEG était utilisé uniquement pour les crédits à la consommation (le TEG s'appliquait aux crédits immobiliers aux consommateurs). Depuis 21 mars 2016 (différé au 1er octobre pour la France), le taux annuel effectif global (TAEG), déjà en usage depuis pour les crédits à la consommation aux consommateurs est étendu à tous les crédits aux consommateurs.

### Le Taux Effectif «équivalent» est leTAEG
Distinct du TEG, le TAEG est le taux effectif utilisé en France pour les principaux crédits aux particuliers, qu'il s'agisse de crédits à la consommation ou de crédits immobiliers.
Le principe du TAEG est posé par l'article L. 314-3 du Code de la consommation, au 1er juillet 2016 ; son mode de calcul est défini à l'annexe de l'article R.313-1 du Code de la consommation :
- c'est un taux annuel, à terme échu, exprimé en pourcentage et calculé selon la méthode d'équivalence ;
- sa précision est d'au moins une décimale ;
- l'unité de période correspond à la périodicité des versements.

Des exemples sont donnés dans le Décret n° 2002 - 928 du 10 juin 2002, pris en application de l'article 1er du Décret n° 2002 - 927 du 10 juin 2002 relatif au calcul du taux effectif global du crédit à la consommation et portant modification du Code de la consommation.
Comme le TEG, il comprend l'ensemble des coûts annexes au crédit, à l'exception notable des frais d'actes notariés - le cas échéant.
Il est juridiquement présenté comme "TAEG" : Taux Annuel Effectif Global (Décret n°2002-928 du 10 juin 2002), décrit ici comme Taux annualisé effectif global.
Remarque : la traduction de cet acronyme est malheureuse à deux titres : un taux est toujours, par convention internationale, une donnée annuelle, sauf mention expresse du contraire ; la lettre "A" signifiait dans la directive européenne d'origine "actuariel", par opposition à "proportionnel".

#### Formule de calcul du TAEG
Il s'agit de résoudre l'équation ci-dessous, d'inconnue le TAEG : 
où :
- K est le montant prêté, supposé versé intégralement et en une seule fois ;
- k est le numéro d'ordre (ou rang) de paiement d'une échéance et/ou de frais ; le numéro d'ordre {\displaystyle k=1} renvoie aux frais acquittés immédiatement, en même temps que le versement des fonds, c'est-à-dire à l'instant {\displaystyle t_{1}=0} ;
- n est le dernier numéro d'ordre de paiement d'une échéance ou de frais ;
- {\displaystyle F_{k}} est le montant d'une échéance et/ou de frais payable au numéro d'ordre k ;
- {\displaystyle t_{k}} désigne l'intervalle de temps, exprimé en années et fractions d'années, entre la date du versement des fonds, origine du calcul, et la date de chacun des paiements suivants.

En cas de versements fractionnés des fonds (ou de prêts multiples dans un même contrat), pour des montants connus et fixés par avance, à des dates distinctes, connues et fixées par avance, la formule de calcul est la suivante :
où :
- i est le numéro d'ordre des versements fractionnés des fonds (ou du déblocage du prêt numéro i) ;
- p est le dernier numéro d'ordre des versements fractionnés des fonds (ou du déblocage du dernier prêt) ;
- {\displaystyle K_{i}} est le montant du prêt (ou du crédit) versé au numéro d'ordre i ;
- le montant total du crédit consenti est égal à {\displaystyle K=\sum _{i=1}^{p}K_{i}} ;
- {\displaystyle t'_{i}} désigne l'intervalle de temps, exprimé en années et fractions d'années, entre la date du premier versement des fonds (ou du premier crédit), origine du calcul, et la date de chacun versements suivants ;
- dans ce cas de versements fractionnés des fonds, c'est le numéro d'ordre {\displaystyle i=1} qui définit l'origine {\displaystyle t'_{1}=0} du calcul des intervalles de temps ;
- les sommes versées de part et d'autre de l'égalité à différents moments ne sont pas nécessairement de montants égaux ni versées à des intervalles de temps égaux ;
- par définition, on a {\displaystyle t'_{1}=0\leq t_{1}} .

#### Exemples
Les exemples ci-dessous sont empruntés à ceux de l'annexe du Décret n° 2002 - 928 du 10 juin 2002.
La base de calcul est une année standard, savoir : un an = 365 jours ou bien 365,25 jours ou 52 semaines ou 12 mois normalisés. Un mois normalisé est composé de 365/12=30,416 66 jours, une année compte 12 mois normalisés et 365 jours, que l'année soit bissextile ou pas.

##### Echéance unique
Soit un prêt de montant K = 1.000 €, en date du 1erjanvier 2001. Il est remboursé en une seule fois et en intégralité le 1er juillet 2002 d'un montant de 1.200 €, soit 1,5 an après, ou alors 365+182,5 = 547,5 jours après le point de départ du crédit.
Le TAEG est le taux x qui vérifie l'équation ci-après : 
Soit x = 0,129 24 arrondi à 12,9 %, ou alors à 12,92 % si on préfère une précision de deux décimales.

##### Echéance unique et frais initiaux
Soit un prêt de montant K = 1.000 €, en date du 1erjanvier 2001. Il est remboursé en une seule fois et en intégralité le 1er juillet 2002 d'un montant de 1.200 €, soit 1,5 an après, ou alors 365+182,5 = 547,5 jours après le point de départ du crédit. Les frais de dossier sont égaux à 50 €, acquittés en même temps que la mise à disposition des fonds.
Le TAEG est le taux x qui vérifie l'équation ci-après : 
Soit x = 0,168 526 arrondi à 16,9 %, ou alors à 16,85 % si on préfère une précision de deux décimales.

##### Deux échéances annuelles constantes et frais initiaux
Soit un prêt de montant K = 1.000 €, en date du 1erjanvier 2001, remboursable en deux échéances de 600 € chacune le 1er janvier 2002 et le 1er janvier 2003, soit 1 an et deux ans après la mise à disposition des fonds. Les frais de dossier sont égaux à 20 €, acquittés en même temps que la mise à disposition des fonds.
Le TAEG est le taux x qui vérifie l'équation ci-après : 
Soit x = 0,146334 arrondi à 14,6 %, ou alors à 14,63 % si on préfère une précision de deux décimales.

##### Trois échéances apériodiques
Soit un prêt de montant K = 1.000 €, en date du 1erjanvier 2001, remboursable en trois échéances d'un montant égal à : 

272 € après 3 mois, soit le 1er avril 2001 (0,25 année ou 91,25 jours) ;

272 € après 6 mois, soit le 1er juillet 2001 (0,5 année ou 182,50 jours) ;

544 €  après 12 mois, soit le 1er janvier 2002 (1 année ou 365 jours).

Montant total des versements = 1.088 €
Le TAEG est le taux x qui vérifie l'équation ci-après : 
Soit x = 0,131855 arrondi à 13,2 %, ou alors à 13,19 % si on préfère une précision de deux décimales.

##### Echéances mensuelles constantes en début de mois
Soit un prêt de montant K = 1.000 € consenti le 1er janvier. Le taux conventionnel périodique mensuel pratiqué par le prêteur est de 0,50 %.
L'échéancier des remboursements prévoit 36 mensualités constantes d'un montant égal à 30,42 €, à payer le 1er de chaque mois, à partir du 1er février.

##### Echéances mensuelles constantes en fin de mois
Soit un prêt de montant K = 1.000 € consenti le 28 février (fin de mois). Le taux conventionnel périodique mensuel pratiqué par le prêteur est de 0,50 %.
L'échéancier des remboursements prévoit 36 mensualités constantes d'un montant égal à 30,42 €, à payer en fin de mois, à partir du 31 mars.
Le TAEG est le taux x qui vérifie l'équation ci-après : 
(tous les mois sont réputés égaux, on utilise la notion de mois normalisé).
La résolution de l'équation par itérations successives (programmables sur des logiciels de calculs libres ou commerciaux) donne x = 6,2 % ou 6,16 % si on préfère une précision de deux décimales.

##### Échéances constantes plus frais initiaux
Soit un prêt de montant K = 1.000 € consenti le 1er janvier. Le taux conventionnel périodique mensuel pratiqué par le prêteur est de 0,50 %. Ce dernier retient 10 € de frais de dossier sur le versement des fonds.
L'échéancier des remboursements prévoit 36 mensualités constantes d'un montant égal à 30,42 €, à payer le 1er de chaque mois, à partir du 1er février.
Le TAEG est le taux x qui vérifie l'équation ci-après : 
(tous les mois sont réputés égaux, on utilise la notion de mois normalisé).
La résolution de l'équation par itérations successives (programmables sur des logiciels de calculs libres ou commerciaux) donne x = 6,9 % ou 6,88 % si on préfère une précision de deux décimales.

##### Échéances constantes et durée totale non entière
Soit un prêt de montant K = 10.000 € consenti le 15 septembre. Le taux conventionnel pratiqué par le prêteur est de 8,70 %, soit 0,725 % par mois[Quoi ?].
L'échéancier des remboursements prévoit 36 mensualités constantes d'un montant égal à 317,74 €, à payer à la fin chaque mois, à partir du 31 octobre.
Deux méthodes peuvent être indifféremment utilisées pour déterminer le TAEG selon le principe suivant : les écarts entre deux dates peuvent être mesurés soit en rapportant le nombre exact de jours de cette période à 365, soit en fraction entière d'année pour la partie bornée par des quantièmes mensuels identiques, à laquelle on ajoute ou soustrait le nombre de jours restants rapportés à 365.
Méthode 1 : il y a 46 jours entre le 15 septembre et le 31 octobre.
Le TAEG est le taux x qui vérifie l'équation ci-après : 
La résolution de l'équation par itérations successives (programmables sur des logiciels de calculs libres ou commerciaux) donne x = 9,0471 %, arrondi à 9,0 % ou 9,05 % si on préfère une précision de deux décimales.
Méthode 2 : il y a 15 jours entre le 15 et le 30 septembre.
Le TAEG est le taux x qui vérifie l'équation ci-après : 
La résolution de l'équation par itérations successives (programmables sur des logiciels de calculs libres ou commerciaux) donne x = 9,0571 %, arrondi à 9,1 % ou 9,06 % si on préfère une précision de deux décimales.
Conclusion : deux méthodes de calcul sont admises, deux résultats différents en résultent. Et aucun des deux ne sera déclaré erroné (c'est le sens de l'arrêt de la cour de cassation du 26.11.2014).

##### Nota Bene relatif au dernier exemple
- On relève une légère erreur dans l'exemple numéro 5bis du décret cité en référence. L'esprit n'en est pas pour autant modifié.

Il est mentionné une échéance constante d'un montant égal à 317,73 €, alors que l'équation de la méthode 1 retient 317,78 €. Nonobstant cette infime coquille, les intérêts échus au 31 octobre, date du paiement de la première échéance, correspondent à 1,5 mois normalisé, soit 108,75 €. L'échéance constante de remboursement du crédit est donc égale à 317,74 €, solution en m de l'équation actuarielle ci-dessous, avec i = 0,725 % :
- Si l'on tient à conserver les deux exemples du décret, il convient alors d'apporter les précisions suivantes.

Sur 46 jours, sont dus 109,64 € d'intérêts à payer le 31 octobre. L'échéance constante est égale à 317,77 €, solution en m de l'équation ci-après :
Le TAEG  est égal à 9,05399 %, soit 9,1 % ou bien 9,05 % si arrondi aux deux premières décimales. 

Si l'on compte 15 jours puis un mois normalisés d'intérêts, ces derniers ressortent à 108,25 €, l'échéance constante à 317,73 €, solution en m de l'équation ci-après :
Le TAEG est égal à 9,04412 %, soit 9,0 % ou bien 9,04 % si arrondi aux deux premières décimales.
Rappel : dans chaque cas, il convient de s'assurer que le TAEG ainsi déterminé n'excède pas le taux de l'usure de la catégorie du crédit et du trimestre considérés.

#### Précisions
(applicables aussi bien pour le calcul du TAEG que celui du TEG)
- L'écart entre les dates utilisées pour le calcul est exprimées en années ou en fractions d'années. Une année compte 365 jours, ou, pour les années bissextiles, 366 jours, 52 semaines ou 12 mois normalisés. Un mois normalisé compte 30,416 66 jours (c'est-à-dire 365/12 jours), que l'année soit bissextile ou non.
- Dans le cas où il y a incertitude sur les dates et/ou les montants de versements fractionnés des fonds, il est de règle établie de considérer que 100 % des fonds sont versés immédiatement (sur ce point, consulter l'ouvrage de Gérard BIARDEAUD cité en bibliographie)
- Le résultat du calcul est exprimé avec une exactitude d'au moins une décimale. Si le chiffre de la décimale suivante est supérieur ou égal à 5, le chiffre de la décimale précédente sera augmenté de 1.

#### Remarques
- Dans le cas de paiements irréguliers, l'unité de période est celle du plus petit intervalle de paiements de l'emprunteur, sans pouvoir être inférieure à un mois.
- L'article R. 313-1 est la transposition en droit français de la directive 98/7/CE du Parlement européen et du Conseil du 16 février 1998.

Le calcul du taux effectif global est déterminé par la résolution de l'équation dite des intérêts composés (selon la périodicité des versements), ou dite de façon équivalente et plus moderne, de l'égalité des flux actualisés entrant et sortant, à l'instar du calcul d'un taux de rentabilité interne (TRI voir Taux de rentabilité interne).

### Le TEG est un taux «proportionnel» calculé selon la méthode actuarielle
L'article R.314-2 du nouveau Code de la consommation distingue une catégorie de crédit pour laquelle le calcul doit être effectué différemment. Il s'agit des crédits destinés à financer les entreprises, l'immobilier et ceux accordés à des personnes morales de droit public.
Le calcul doit tout d'abord déterminer, selon la méthode actuarielle (voir Taux actuariel) le taux de période, c'est-à-dire celui applicable à la période de remboursement (par exemple : le mois). Le taux annuel est ensuite calculé en multipliant le taux de période par le rapport entre la durée de l'année et celle de la période unitaire (soit pour une échéance mensuelle, une multiplication par douze), d'où le qualificatif de "proportionnel".

#### Formule de calcul
Il s'agit de résoudre l'équation ci-dessous, d'inconnue le taux de période txper : 
où :
- K est le montant prêté, supposé versé intégralement et en une seule fois ;
- p est le rang de l'échéance, c'est-à-dire le nombre de mois (pour un prêt à échéances mensuelles) qui suit le versement intégral des fonds ; le rang p = 0 renvoie aux frais acquittés immédiatement, en même temps que le versement des fonds. C'est le rang utilisé quand on ignore la date exacte de paiement de certains frais. Le TEG en est majoré, par prudence ;
- n est la durée totale initiale contractuelle du crédit. Elle est exprimée en nombre de mois pour un prêt à échéance mensuelle ;
- Fp est le montant de l'échéance due par l'emprunteur au rang p ; ce montant intègre les intérêts dus sur la période considérée, le plus souvent le mois, la fraction d'amortissement du montant prêté K, ainsi que les accessoires périodiques récurrents (les assurances emprunteurs, le plus souvent) et apériodique récurrents (frais de gestion annuels du compte de prêt, par exemple).

Par définition, on a, pour un prêt à échéances mensuelles : 
Depuis le 1er octobre 2016, mutatis mutandis, on a, pour le même prêt : 
On notera qu'en l'espèce, le TAEG est toujours supérieur au TEG.
Tous les calculs sont effectués avec toute la précision permise par l'automate utilisé, les taux (de période et effectif global) sont affichés avec une précision d'au moins une décimale. L'usage a consacré un affichage arrondi aux deux premières décimales, à l'image des taux d'intérêt des prêts ou des rendements des placements communiqués au grand public.

#### Année Lombarde
Ce taux de période doit, lui-même, être rapporté à la durée de l'année civile, soit 365 jours (ou 366 jours). Pourtant, les établissements de crédit pratiquent souvent les calculs de taux selon une année fictive de 360 jours, dite Lombarde.
Historiquement, la raison de l'usage de l'année Lombarde est que le nombre de diviseurs de 360=23×32×5 est égal à 24, facilitant les multiples opérations manuelles de calculs.
Cela étant, c'est le mode de calcul des intérêts sur le marché monétaire interbancaire, en particulier les taux EURIBOR. Cette règle de calcul est appelée base EXACT/360,de convention internationale sur tous les taux - IBOR ( - Interest Banking Offered Rates), le préfixe indiquant le nom de la place financière sur laquelle les cotations sont organisées : EURIBOR pour les taux monétaires en Euro à Frankfort, GBP LIBOR pour la Livre Sterling à Londres, à l'image de l'USD LIBOR, de l'EURO LIBOR, ... (sur ces points de techniques de marchés, consulter entre autres l'ouvrage de J. M Dalbarade cité en bibliographie).

#### Mois normalisé
Il convient de ne pas confondre le calcul dit "sur la base de l'année Lombarde" (calcul sur la base du nombre exact de jours dans le mois - à savoir 28, 29, 30 ou 31 jours - rapporté à 360 jours, prohibé de jurisprudence constante depuis au moins 2005, bien que d'usage courant sur le marché monétaire interbancaire) et le calcul selon la notion de mois normalisé (voir l'annexe de l'article R.313-1 du Code de la consommation). Dans le premier cas, la stipulation d'intérêt est erronée, puisque le taux affiché est implicitement majoré (le coefficient multiplicateur est égal au quotient 365/360 ou 366/360), tandis que dans le second cas, il n'y a aucune erreur, chaque mois ayant la même durée, soit un douzième de la durée fixe de l'année civile, savoir 365 jours.
Un arrêt de la Cour de cassation du 15 juin 2016 (Chambre civile, 1, n° 15-16498) indique qu'il convient d'apporter la preuve par le calcul de l'usage de la méthode lombarde en lieu et place de celle du mois normalisé ; qu'il ne suffit pas d'évoquer la mention "360" figurant dans le contrat de crédit pour prononcer la déchéance de la stipulation conventionnelle des intérêts (cet arrêt casse l'arrêt de la cour d'appel de Colmar du 13 février 2015).
Le calcul des intérêts sur la base du mois normalisé s'effectue comme suit :
- soit K l'assiette de calcul des intérêts dus sur un mois normalisé ;
- soit TX le taux d'intérêt conventionnel, exprimé en pour cent ;

alors le montant I des intérêts dus pour un mois normalisé est égal à : 

.
Le calcul en mois normalisé est donc équivalent au mode de calcul obligataire (aussi appelé Bond Basis), selon lequel chaque année est composée de 12 mois de 30 jours, soit 360 jours. Cette convention de calcul a considérablement simplifié la détermination du montant du coupon obligataire couru entre deux dates d'échéances.
Cette équivalence est rappelée dans un arrêt de la Cour d'Appel de Paris du 24 mars 2017 (RG 15/14.551) qui énonce :[...] ; Qu'aux termes de l'article R313‐1 du code de la consommation, les intérêts sont calculés à partir d'une année de 365 jours et de 12 mois normalisés de 30,41666 jours, ce qui aboutit au même résultat mathématique qu'en retenant une année de 360 jours et 12 mois de 30 jours, de sorte que la critique formulée de ce chef n'est pas fondée ;.
Selon ce dispositif, tous les mois ont 30,416 66 jours normalisés, soit 30 jours de 1,013889 jour normalisé, y compris le mois de février. Par exemple, entre le 15 mars et le 15 avril, il y a 30,416 66 jours normalisés (soit un mois normalisé) et 31 jours exacts. Entre le 15 juillet et le 15 septembre, il y a 60,833 33 jours normalisés (soit 2 mois normalisés) et 62 jours exacts. Pour une année non bissextile, entre le 28 février et le 1er mars de la même année, il y a 3,416 67 jours normalisés et 1 jour exact. Si l'année est bissextile, il y a toujours 3,416 67 jours normalisés mais 2 jours exacts, à cause du 29 février.
Cette méthode de calcul est appelée méthode proportionnelle ou légale, puisque organisée par les textes, les autres bases de calculs ne respectant pas une stricte proportionnalité constante pour un même nombre de jours courus, en particulier pour le calcul des intérêts intercalaires, ceux compris entre la date de versement des fonds et la date d'échéance qui suit immédiatement et dont la durée est inférieure par définition à la durée d'un mois.
Le second avantage est de rendre le calcul de l'échéance constante d'un prêt indépendante de la date du point de départ de l'amortissement.
Remarque : une année selon la Sécurité Sociale est composée de 13 mois de 28 jours chacun, soit 364 jours.
Pour les crédits immobiliers, le Taux Effectif Global est donc, nécessairement et jusqu'à 01/10/2016, proportionnel au taux de période. La Cour de cassation l'a d'ailleurs rappelé, dans un arrêt du 27 novembre 2013.
Pour information, cet arrêt a cassé un arrêt de la Cour d'appel d'Aix en Provence qui avait jugé que le TEG de n'importe quel crédit devait être un taux actuariel équivalent, c'est-à-dire un TAEG.

#### Exemples
Figurent ci-après des exemples de calcul du TEG de crédits conçus à partir de cas réels. Pour déterminer les éléments constitutifs du TEG en points de taux à partir du taux d'intérêt du prêt, il est nécessaire de faire les calculs pas à pas, ajoutant un nouvel élément aux précédents, et non de manière détaillée, un terme remplaçant un autre. En effet, du fait de la forme hyperbolique de la fonction d'actualisation, les éléments supplémentaires convertis en points de taux se cumulent. Procéder à une mesure de l'incidence en points de taux de chaque élément pris séparément, puis les additionner, conduit invariablement à un écart avec le TEG calculé en intégrant en une seule fois tous les éléments.

##### Exemple 1
Le TEG d'un crédit à taux fixe et à périodicité constante, sans frais ni accessoire, est égal, quelles que soient les modalités de remboursement du capital ( échéances constantes, progressives ou dégressives, amortissement constant, progressif ou dégressif, in fine ou à la carte) au taux nominal du prêt si le taux périodique de calcul des intérêts est proportionnel au taux nominal. Ce résultat intangible est la conséquence directe du principe de  construction du tableau d'amortissement d'un prêt.
Preuve : soit K le montant du prêt, j le taux mensuel proportionnel au taux du crédit et n la durée du crédit en nombre de mois. On note CRDp le capital restant dû après paiement de l'échéance de rang p. Le rang est compris entre 1 et n. On remarque que CRD0 = K et on fait l'hypothèse non restrictive que CRDn  = 0. Soit ECH l'échéance constante de ce crédit, acquittée durant n mois.

À chaque rang p, on a les relations de récurrence suivantes, qui donnent le montant mensuel des intérêts échus et dus, et la part d'amortissement du capital prêté :
Ecrit autrement, on obtient : 

Soit : 

La somme verticale (cf. suite télescopique) de toutes ces égalités permet de simplifier les termes identiques à gauche et à droite de chaque égalité et de faire apparaître le résultat suivant : 

Ce qu'on voulait établir.

PS : ce résultat se généralise avec des échéances non nécessairement constantes et un taux d'intérêt périodique constant.

##### Exemple 2
Soit un crédit immobilier de 100.000 €, au taux fixe de 3,60 %, amortissable en 300 échéances constantes (soit d'une durée de 25 ans) d'un montant égal à 506 €. Les droits d'instruction s'élèvent à 1.000 €, les frais de garantie hypothécaire, à 2.500 € et les primes d'assurance Décès Invalidité, payables à terme échu, à 30 € par mois, durant 300 mois.
Le taux de période mensuelle txper solution de l'équation ci-dessous, est égal à 0,374428 % et le TEG, à 4,4931 %.

Seront indiqués dans l'offre de prêt un taux de période, arrondi aux deux premières décimales, égal à 0,37 %, et un TEG, arrondi aux deux premières décimales, égal à 4,49 %, à comparer au taux de l'usure en vigueur à la date de la signature du contrat.
Les éléments additionnels au taux du prêt se décomposent comme suit :

Droits d’instruction : 0,09 % 

Frais de garantie : 0,24 % 

Assurance Décès - Invalidité : 0,56 % 

(calculs effectués avec une calculatrice financière de poche d'une précision de 9 décimales)

A compter du 01/10/2016, le TAEG = 4,5868 % arrondi à 4,59 %

##### Exemple 2 bis
Soit un crédit immobilier de 100 000 €, au taux fixe de 3,60 %, amortissable en 300 échéances constantes (soit d'une durée de 25 ans) d'un montant égal à 506 €. Les droits d'instruction s'élèvent à 1 000 €, les frais de garantie hypothécaire, à 2 500 € et les primes d'assurance Décès Invalidité, payables à terme échu, à 30 € par mois, durant 300 mois.
S'agissant d'un crédit pour financer la construction d'un bien immobilier, il est précédé d'une phase de préfinancement d'une durée de 24 mois. Durant cette phase, sont acquittées les primes d'assurance emprunteur ainsi que les intérêts sur les fonds débloqués.
Puisque les montants et les dates des fonds débloqués sont inconnus par avance, est faite l'hypothèse standard (cf. BIARDEAUD) que les fonds sont versés en intégralité et en une seule fois.
La durée du crédit est donc allongée de 24 mois durant lesquels l'emprunteur est supposé s'acquitter de 30 € mensuels de cotisation d'assurance et de 300 € d'intérêts mensuels.
Le taux de période mensuelle txper solution de l'équation ci-dessous, est égal à 0,368944 % et le TEG, à 4,4273 %.

Seront indiqués dans l'offre de prêt un taux de période, arrondi aux deux premières décimales, égal à 0,37 %, et un TEG, arrondi aux deux premières décimales, égal à 4,43 %, à comparer au taux de l'usure en vigueur à la date de la signature du contrat.
Les éléments additionnels au taux du prêt se décomposent comme suit :

Droits d’instruction : 0,08 % 

Frais de garantie : 0,22 % 

Assurance Décès - Invalidité : 0,53 % 

(calculs effectués avec logiciel de calcul commercial d'une précision supérieure à 15 décimales)

A compter du 01/10/2016, le TAEG = 4,5183 % arrondi à 4,52 %

##### Exemple 2 ter
Soit un crédit immobilier de 100.000 €, au taux fixe de 3,60 %, amortissable en 300 échéances constantes (soit d'une durée de 25 ans) d'un montant égal à 506 €. Les droits d'instruction s'élèvent à 1.000 €, les frais de garantie hypothécaire, à 2.500 € et les primes d'assurance Décès Invalidité, payables à terme échu, à 30 € par mois, durant 300 mois.
S'agissant d'un crédit pour financer la construction d'un bien immobilier, il est précédé d'une phase de préfinancement en compte courant d'une durée de 24 mois. Durant cette phase, sont acquittées les primes d'assurance emprunteur ainsi qu'une fraction des intérêts dus sur les fonds débloqués. Tout intérêt venu à échéance et non acquitté est porté mensuellement, à chaque date d'échéance, au capital et est productif d'intérêts. C'est le mode de fonctionnement en "compte courant (qui permet en particulier des versements et des retraits à tout moment)" qui autorise cette pratique.
Cette modalité de financement de la phase de construction suppose de convenir d'un montant d'intérêts dus et non acquittés à l'issue des 24 mois. S'il est par exemple convenu que ce montant soit égal à une année d'intérêts, soit 3.600 €, alors le montant du capital à rembourser à la fin de la phase de construction est égal à 103.600 €.
Puisque les montants et les dates des fonds débloqués sont inconnus par avance, est faite l'hypothèse standard (cf. BIARDEAUD) que les fonds sont versés en intégralité et en une seule fois.
La durée du crédit est donc allongée de 24 mois durant lesquels l'emprunteur est supposé s'acquitter de 30 € mensuels de cotisation d'assurance et du montant mensuel d'intérêts qui permet de passer de 100.000 € à 103.600 €. Ce montant mensuel constant est égal à 155,11 €.
À l'issue des 24 mois, l'échéance constante sur les 300 mois d’amortissement de la dette est égale à 524,22 €.
Le taux de période mensuelle txper solution de l'équation ci-dessous, est égal à 0,366739 % et le TEG, à 4,4009 %.

Seront indiqués dans l'offre de prêt un taux de période, arrondi aux deux premières décimales, égal à 0,37 %, et un TEG, arrondi aux deux premières décimales, égal à 4,40 %, à comparer au taux de l'usure en vigueur à la date de la signature du contrat.
Les éléments additionnels au taux du prêt se décomposent comme suit :

Droits d’instruction : 0,08 % 

Frais de garantie : 0,21 % 

Assurance Décès - Invalidité : 0,51 % 

(calculs effectués avec logiciel de calcul commercial d'une précision supérieure à 15 décimales)

A compter du 01/10/2016, le TAEG = 4,4907 % arrondi à 4,49 %

##### Exemple 2 quater
Soit un crédit immobilier de 100.000 €, au taux fixe de 3,60 %, d'une durée de 25 ans, amortissable in fine. L'échéancier est composé de 299 échéances d'un montant égal à 300 €, la dernière est égale à 100.300 €. Les droits d'instruction s'élèvent à 1.000 €, les frais de garantie hypothécaire, à 2.500 € et les primes d'assurance Décès Invalidité, payables à terme échu, à 30 € par mois, durant 300 mois.
Le taux de période mensuelle txper solution de l'équation ci-dessous, est égal à 0,348836 % et le TEG, à 4,1860 %.

Seront indiqués dans l'offre de prêt un taux de période, arrondi aux deux premières décimales, égal à 0,35 %, et un TEG, arrondi aux deux premières décimales, égal à 4,19 %, à comparer au taux de l'usure en vigueur à la date de la signature du contrat.
Les éléments additionnels au taux du prêt se décomposent comme suit :

Droits d’instruction : 0,06 % 

Frais de garantie : 0,16 % 

Assurance Décès - Invalidité : 0,37 % 

(calculs effectués avec une calculatrice financière de poche d'une précision de 9 décimales)

A compter du 01/10/2016, le TAEG = 4,2673 % arrondi à 4,27 %

##### Exemple 3
Soit un crédit immobilier de 100.000 €, au taux fixe de 3,60 %, amortissable en 300 échéances constantes (soit d'une durée de 25 ans) d'un montant égal à 506 €. Les droits d'instruction s'élèvent à 1.000 €, payables en 5 fois sans frais, avec les 5 premières échéances ; les frais de caution sont de 1.850 €, les primes mensuelles d'assurance Décès Invalidité, payables à terme échu, de 30 € durant les 180 premiers mois, puis de 18 € durant les 120 derniers mois. Les frais de courtage s'élèvent à 800 €.
Le taux de période mensuelle txper solution de l'équation ci-dessous, est égal à 0,370574 % et le TEG, à 4,4469 %.

Seront indiqués dans l'offre de prêt un taux de période, arrondi aux deux premières décimales, égal à 0,37 %, et un TEG, arrondi aux deux premières décimales, égal à 4,45 %, à comparer au taux de l'usure en vigueur à la date de la signature du contrat.
Les éléments additionnels au taux du prêt se décomposent comme suit :

Droits d’instruction : 0,09 % 

Frais de caution: 0,18 % 

Frais de courtage : 0,08 % 

Assurance Décès - Invalidité : 0,50 % 

(calculs effectués avec un logiciel de calcul commercial d'une précision supérieure à 15 décimales)

A compter du 01/10/2016, le TAEG = 4,5387 % arrondi à 4,54 %

##### Exemple 4
Soit un crédit immobilier de 100.000 €, au taux fixe de 3,60 %, amortissable en 300 échéances constantes (soit d'une durée de 25 ans) d'un montant égal à 506 €. Les droits d'instruction s'élèvent à 1.000 €, payables en 5 fois sans frais, avec les 5 premières échéances ; les frais de caution sont de 1.850 €, dont 300 € de frais de dossier de caution payables immédiatement et 1.550 € de coût de cautionnement payables avec la dernière échéance ; les primes mensuelles d'assurance Décès Invalidité, payables à terme échu, s'élèvent à 30 € durant les 180 premiers mois, puis à 18 € durant les 120 derniers mois. Les frais de courtage s'élèvent à 800 €.
Le taux de période mensuelle txper solution de l'équation ci-dessous est égal à 0,361931 % et le TEG, à 4,3432 %.

Seront indiqués dans l'offre de prêt un taux de période, arrondi aux deux premières décimales, égal à 0,36 %, et un TEG, arrondi aux deux premières décimales, égal à 4,34 %, à comparer au taux de l'usure en vigueur à la date de la signature du contrat.
Les éléments additionnels au taux du prêt se décomposent comme suit :

Droits d’instruction : 0,09 % 

Frais de caution: 0,09 % 

Frais de courtage : 0,08 % 

Assurance Décès - Invalidité : 0,48 %  

(calculs effectués avec un logiciel de calcul commercial d'une précision supérieure à 15 décimales)

A compter du 01/10/2016, le TAEG = 4,4307 % arrondi à 4,43 %

##### Exemple 5
Soit un crédit immobilier de 100.000 €, au taux fixe de 3,60 %, amortissable en 300 échéances constantes (soit d'une durée de 25 ans) d'un montant égal à 506 €. Les droits d'instruction s'élèvent à 600 €, payables en 24 fois sans frais, d'un montant constant égal à 25 €, les 24 premières échéances ; les frais de garantie sont de 2.500 €, payables dès le versement des fonds ; les primes mensuelles d'assurance Décès Invalidité, payables à terme échu, s'élèvent à 30 € durant les 60 premiers mois, puis à 60 € durant les 240 derniers mois. Les frais de gestion du compte de prêt sont égaux à 40 €, payables à terme échu, à chaque date anniversaire du contrat, tous les douze mois.
Le taux de période mensuelle txper solution de l'équation ci-dessous est égal à 0,406914 % et le TEG, à 4,8830 %.

Seront indiqués dans l'offre de prêt un taux de période, arrondi aux deux premières décimales, égal à 0,41 %, et un TEG, arrondi aux deux premières décimales, égal à 4,88 %, à comparer au taux de l'usure en vigueur à la date de la signature du contrat.
Les éléments additionnels au taux du prêt se décomposent comme suit :

Droits d’instruction : 0,05 % 

Frais de garantie: 0,24 % 

Assurance Décès - Invalidité : 0,93 %  

Frais de gestion du compte de prêt : 0,06 % 

(calculs effectués avec un logiciel de calcul commercial d'une précision supérieure à 15 décimales)

A compter du 01/10/2016, le TAEG = 4,9937 % arrondi à 4,99 %

### Déterminer avec certitude le mode de calcul des intérêts du prêt
Il existe une méthode incontestable pour déterminer si les intérêts du crédit ont été calculés selon la méthode dite "Lombarde" - dans la terminologie financière, on parle de base de calcul  EXACT/360 - ou dans celles préconisées par les textes.
Il suffit de calculer le TEG du crédit à partir de l'échéancier communiqué par le prêteur, en n'intégrant dans la formule de calcul que les échéances hors assurances du tableau d'amortissement prévisionnel.
Hors frais et accessoires, le TEG du crédit est égal à son taux nominal si les intérêts ont été calculés conformément aux textes en vigueur.
Si les intérêts ont été déterminés selon la méthode dite "Lombarde" proscrite de jurisprudence constante, hors frais, accessoire et assurances, le TEG du crédit ressortira au taux nominal pondéré par un coefficient égal au quotient 365/360 = 1,0139.
Ce résultat est insensible aux modalités d'amortissement du crédit.
Par exemple, si le taux du prêt est égal à 3,60 %, dans le premier cas le TEG sera égal à 3,60 %, tandis que dans le second cas, il affichera un niveau égal à 3,65 %.
En effet, dans le premier cas, l'échéance mensuelle constante est égale à 719,80 €. Dans le second cas, et en supposant un point de départ de l'amortissement fixé au 06/01/2010 (et donc une dernière échéance le 06/01/2025), l'échéance mensuelle constante ressort à 722,23 €.

## Réglementation
Le taux effectif global a été introduit par la loi n° 66 - 1010 du 28 décembre 1966, qui a défini la notion de prêt usuraire comme un "prêt (...) consenti à un TEG qui excède de plus du quart (aujourd'hui, du tiers)  le taux effectif moyen pratiqué par les autres établissements de crédit (...)". Pour s'assurer que les conditions financières attachées à un prêt (intérêt, frais et accessoires) ne dépassent pas le seuil de l'usure à la date de l'obtention du crédit, a été construit la notion de TEG permettant de mesurer actuariellement tous les coûts attachés à celui-ci.
Depuis juillet 2002, pour les crédits à la consommation, c'est le taux annuel effectif global (TAEG) qui est utilisé, dont le mode de calcul a fait l'objet d'une normalisation européenne. La désignation d'un TEG dédié aux crédits à la consommation, appelé alors TAEG, est effective en France, depuis le 1er juillet 2002, consécutivement au Décret n°2002-927 du 10 juin 2002 - art. 1 JORF 11 juin 2002 en vigueur le 1er juillet 2002, repris par la Loi n°2010-737 du 1er juillet 2010, portant sur les crédits à la consommation .
Depuis le premier octobre 2016, par transposition d'une directive européenne, le TAEG remplace le TEG pour les crédits immobiliers consentis aux particuliers. Sa mention dans un contrat de prêt est impérative. Il intègre les coûts associés prévus contractuellement, à savoir frais de dossiers, commissions diverses, coût de garanties particulières, frais d'assurance, frais d'acte liés à la garantie hypothécaire, coûts directement liés à l'octroi du crédit et connus au plus tard à la date de la signature du contrat de prêt.
Son mode de calcul, normalisé (cf. Journal officiel du 11 juin 2002 p.10357 et celui du 30 juin 2016), autorise la comparaison entre des crédits similaires (en particulier, ils doivent avoir la même durée et les mêmes modalités de remboursement), alors que le seul taux nominal de calcul des intérêts (dit « taux débiteur ») ne le permet pas.

### Sanction en cas de TEG erroné
En cas d'erreur de calcul du TEG par le prêteur, la sanction jurisprudentielle maximale est le remplacement du taux conventionnel par le taux d'intérêt légal en France. Ce dernier, publié au JORF, change chaque début d'année, et au début de chacun des deux semestres de l'année depuis le premier janvier 2015. Pour information, il était égal à 0,04 % pour les années 2013 et 2014, puis il est passé à 0,93 % pour le premier semestre 2015, à 0,99 % pour le second semestre et il est égal à 1,01 % (pour les professionnels) pour premier semestre 2016 (cf. arrêté du 23 décembre 2015 relatif à la fixation du taux d'intérêt légal - JORF du 27 décembre 2015). Il était de 0,93 % pour le second semestre 2016 et est égal à 0,90 % pour le premier et second semestre 2017 (cf. arrêté du 29 décembre 2016 relatif à la fixation du taux d'intérêt légal - JORF du 30 décembre 2016 et arrêté du 26 juin 2017  - JORF du 30 juin 2017). 

Un arrêt de la Cour d'appel de Paris (en date du 18 novembre 2016) précise qu'en la matière, seule la déchéance de la stipulation d'intérêts peut être retenue, en aucun cas la nullité (organisée par l'article 1907 du code civil) qui prive le juge de proportionnaliser la sanction à hauteur du préjudice subi.

Le principe est que soit restituée à l'emprunteur par la banque fautive, selon des modalités décidées par le juge, la différence entre les intérêts conventionnels et les intérêts calculés sur la base d'un taux d'intérêt (légal le cas échéant), décidé par le juge. Il arrive le plus fréquemment depuis ces dernières années que le juge, souverain, décide d'un montant en Euros et non d'une réduction du taux d'intérêt conventionnel pour proportionner le préjudice subi à l'erreur commise. 

En cas de taux légal, le calcul est effectué sur la base des taux annuels ou semestriels légaux successifs, à partir de la date de mise en place du crédit jusqu'à la dernière date connue. Les intérêts calculés avec le taux légal sont effectués sur la base du nombre exact de jours de la période considérée rapportés à une année de 365 ou 366 jours (base de calcul dite "EXACT/EXACT", comme le taux d'intérêt "au jour le jour" EONIA).

S'il n'est pas nécessaire de démontrer que l'erreur de TEG constitue un préjudice pour le débiteur, titulaire du crédit (comme, par exemple, une perte de chance de souscrire à de meilleures conditions financières auprès d'une banque concurrente), des décisions récentes, en particulier celles du TGI de Paris, montrent qu'il y a lieu de démontrer avec précision qu'il y a bien une erreur. Mais, lorsque le TEG du crédit recalculé sur la base d'éléments obligatoires et omis intentionnellement venait à excéder le taux de l'usure en vigueur à la date d'octroi, il y a manifestement de la part de la banque une manœuvre dolosive sanctionnable à plusieurs chefs.

Toutefois, l'erreur de TEG doit présenter une certaine ampleur ; un arrêt de la Cour de cassation (Civ 1, 26 novembre 2014, pourvoi n° 13-23.033), rappelle qu'un écart, positif ou négatif, inférieur à la première décimale n'est pas suffisant pour déclencher la sanction.

Un nouvel arrêt de la Cour de cassation (Civ 1, 12 octobre 2016, pourvoi n° 15-25034) vient préciser qu'un écart supérieur à la première décimale, par défaut, ne fait pas grief. 

Il est écrit "mais attendu qu'ayant relevé que les emprunteurs arguaient d'un TEG inférieur à celui qui était stipulé, de sorte que l'erreur alléguée ne venait pas à leur détriment, la cour d'appel a, par ce seul motif, à bon droit, statué comme elle l'a fait ; que le moyen n'est pas fondé [...]". 

En l'espèce, le TEG annoncé était égal à 6,42 %, et celui allégué était égal à 6,32 %. L'arrêt de la cour d'appel de Versailles du 7 mai 2015 n'a donc pas été cassé.

### Délai de prescription
Il résulte des dispositions combinées des articles 1304, 1907 du Code civil et du L.312-2 du Code de la consommation qu'en cas d'octroi d'un crédit à un consommateur ou à un non-professionnel, le point de départ de la prescription quinquennale de l'action en nullité de la stipulation de l'intérêt conventionnel engagée par celui-ci en raison d'une erreur affectant le TEG est la date de la convention lorsque l'examen de sa teneur permet de constater l'erreur, ou lorsque tel n'est pas le cas, la date de la révélation de celle-ci à l'emprunteur[...]".
Un arrêt de la Cour de cassation du 9 décembre 2015 (Civ 1, numéro 14-29.615) indique " [...] que le point de départ de l'action en nullité du taux effectif global se situe au jour où l'emprunteur a connu ou aurait dû connaître l'erreur affectant celui-ci, [...], la Cour d'appel a souverainement estimé que cette date constituait le point de départ de l'action en nullité de la stipulation de l'intérêt conventionnel puisque les emprunteurs avaient eu alors connaissance ou avaient la possibilité de prendre connaissance de l'erreur par eux invoquée, et qu'ils ne pouvaient valablement se prévaloir de l'inattention prêtée à ce document pour indiquer qu'ils n'avaient réalisé l'erreur que 7 ans après, au reçu d'une lettre de l'association de l'aide contre les abus bancaires 
En l'espèce, il s'agissait d'un crédit in fine consenti par une banque à des particuliers le 22 juillet 2000, dont la période d'amortissement était précédée d'une phase de préfinancement ; que le contrat, en date du 22 juillet 2000, faisait mention d'un TEG de 6,362 % ; à la clôture de la phase de préfinancement, était mentionné dans le tableau d'amortissement édité le 13 mars 2002 un TEG égal à 7,02 %.
C'est par une lettre en date du 24 mai 2009 de l'Association d'Aides contre les Abus Bancaires que les emprunteurs ont pris connaissance d'une erreur sur le TEG, de sorte que pour eux, la date de la révélation de l'erreur était le 24 mai 2009.
Par cet arrêt, la Cour de cassation précise que si la simple lecture du contrat de crédit permet de se convaincre d'une erreur sur le TEG du prêt, le délai de 5 ans court à partir de la date de la signature du contrat.
Deux autres arrêts de la Cour de cassation, pris en avril 2016, confirment ce principe.
Celui du 6 avril 2016 (Civ 1, numéro 15-12.495) rejette le pourvoi formé contre un arrêt de la Cour d'appel de Paris (11 décembre 2014) en ces termes : "Mais attendu, d'une part, qu'ayant souverainement constaté que l'offre de prêt, dont elle avait reproduit la teneur, permettait de comprendre les modalités de calcul du taux effectif global, faisant ainsi ressortir que les emprunteurs avaient été mis en mesure de déceler les erreurs par eux alléguées, la cour d'appel, sans être tenue de procéder à une recherche qui ne lui était pas demandée, en a exactement déduit que le point de départ de la prescription était la date de l'acceptation de l'offre ;
Attendu, d'autre part, que la cour d'appel qui a constaté la prescription de l'action en annulation de la stipulation des intérêts contractuels, n'avait pas à répondre à un moyen sans influence sur la solution du litige et, comme tel, inopérant ; 
D'où il suit que le moyen ne peut être accueilli..."
Un second arrêt, en date du 14 avril 2016 (Civ 1, numéro 15-14.760) s'appuie sur le même principe, confirmant un arrêt de la Cour d'appel de Nîmes et rejetant le pourvoi formé contre lui.
On peut y lire en particulier : "Mais attendu qu'ayant fait ressortir que la précision de l'offre et le détail des charges annexes permettaient à l'emprunteur de déceler par lui-même que le TEG n'intégrait pas le coût de certaines de ces charges, au nombre desquelles figuraient la commission d'engagement et, selon le grief, les frais de dossier et de tenue de compte, la cour d'appel a légalement justifié sa décision."